# Oliver Schwehm
Oliver Schwehm (geboren 1975 in Alzey) ist ein deutscher Dokumentarfilmer, Drehbuchautor und Filmproduzent. Zu seinen bekannten Werken zählt Fly Rocket Fly!, ein Dokumentarfilm von 2018, in dem er die Geschichte der Raketenbau-Pläne bei der Firma OTRAG unter Leitung von Lutz Kayser nacherzählt.

## Leben
Schwehm studierte zunächst Germanistik und Romanistik, dann absolvierte er den Studiengang Dokumentarfilm an der Universität Straßburg.

## Filmografie (Regie)
- 2007: Winnetou darf nicht sterben
- 2010: Christopher Lee – Gentleman des Grauens
- 2011: German Grusel – Die Edgar Wallace-Serie
- 2011: Hallo! – Hier spricht Peter Thomas
- 2014: Arno Schmidt – Mein Herz gehört dem Kopf
- 2015: Cinema Perverso – Die wunderbare und kaputte Welt des Bahnhofskinos
- 2016: Milli Vanilli: From Fame to Shame
- 2018: Fly, Rocket, Fly! – Mit Macheten zu den Sternen
- 2018: Der Unerschrockene: Der Berliner Filmproduzent Artur Brauner (mit Kathrin Anderson)
- 2021: Verzaubert und verdrängt – Die Karriere des Magiers Kalanag
- 2024: Born to be wild – Eine Band namens Steppenwolf